# På tro og love
Pour plus de détails, voir Fiche technique et Distribution.
På tro og love (littéralement « dans la foi et les lois ») est un film danois réalisé par Torben Anton Svendsen, sorti en 1955.

## Fiche technique
- Titre : På tro og love
- Réalisation : Torben Anton Svendsen
- Scénario : Erik Balling et Knud Poulsen
- Musique : Kai Normann Andersen
- Photographie : Verner Jensen et Jørgen Skov
- Montage : Carsten Dahl
- Production : Erik Balling
- Société de production : Nordisk Film
- Pays de production :  Danemark
- Genre : Comédie
- Durée : 90 minutes
- Date de sortie : 
  - Danemark : 19 août 1955

## Distribution
- Poul Reichhardt : Hans
- Astrid Villaume : Grete
- Helge Kjærulff-Schmidt : Georg
- Gunnar Lauring : Chefen
- Helle Virkner : Vera Gimmer
- Lis Løwert : Solveig
- Ove Sprogøe : Henry
- Sigrid Horne-Rasmussen : Mme. Gimmer
- Louis Miehe-Renard : Frederiksen

## Distinctions
Le film a reçu 2 Bodils, celui du meilleur film et celui du meilleur acteur pour Ove Sprogøe.